# 曹天祐
曹天祐（1511年—？），原名徐文祖，字有卿，江西饒州府浮梁縣人，民籍，明朝政治人物。

## 生平
江西鄉試第七十一名。嘉靖二十九年（1550年）庚戌科進士。历官至广西按察司副使，隆慶二年（1568年）八月升本省右参政，四年三月升浙江按察使，五年正月拾遗罢黜。

## 家族
曾祖曹邦仁；祖父曹璥，封知縣；父曹煜，按察司僉事。嫡母李氏（封孺人）；生母胡氏。永感下。兄天相（监生）、天德（监生）、天文（监生）。弟曹天憲（兵部员外郎）、天章、天俸（贡士）、天秩、天球、天衡、天祺、天宠、天胤。